# 新市駅
新市駅（しんいちえき）は、広島県福山市新市町大字新市にある、西日本旅客鉄道（JR西日本）福塩線の駅である。
旧芦品郡新市町の中心駅である。敷地の一部は広島県府中市中須町に跨っている。

## 歴史
- 1914年（大正3年）7月21日：両備軽便鉄道開通時に開設[2]。
- 1926年（大正15年）6月26日：両備軽便鉄道が両備鉄道に改称。
- 1933年（昭和8年）
  - 9月1日：両備鉄道国有化、鉄道省福塩線の駅となる[2]。
  - 11月15日：福塩北線開通に伴い、それまでの福塩線が福塩南線に改称され、当駅もその所属となる。
- 1935年（昭和10年）12月14日：軌間1067mmに改軌。備後絣貨物便増加、1950年代最盛期を迎える。
- 1938年（昭和13年）7月28日：福山駅 - 当駅 - 塩町駅間全通に伴い、福塩南線が福塩線の一部となり、当駅もその所属となる。
- 1970年（昭和45年）12月10日：業務委託駅化[3]、貨物取扱廃止[2]。
- 1986年（昭和61年）11月1日：荷物扱い廃止[2]。
- 1987年（昭和62年）4月1日：国鉄分割民営化に伴い、JR西日本の駅となる[2]。
- 2009年（平成21年）4月1日：窓口営業終了、終日無人駅化。

## 駅構造

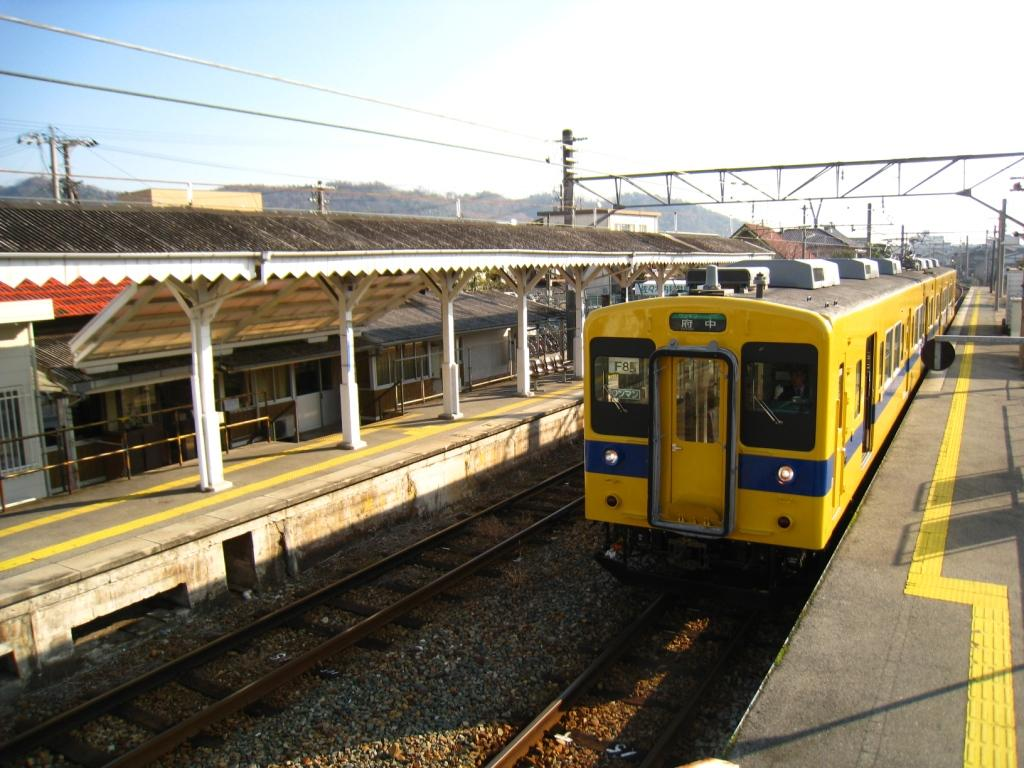
跨線橋から構内を眺める（2008年12月）

相対式ホーム2面2線を有する列車交換可能な地上駅。駅舎は上り（福山方面）ホーム側にあり、両ホームは跨線橋で連絡している。
福山駅管理の無人駅。自動券売機（岡山地区ICOCA導入と同時期の新機種、但しICOCA装填ホルダーは省略）が設置されている。

### のりば
| ホーム | 路線   | 方向 | 行先           |
| ------ | ------ | ---- | -------------- |
| 駅舎側 | 福塩線 | 上り | 福山方面       |
| 反対側 | 福塩線 | 下り | 府中・三次方面 |

- 案内上ののりば番号は設定されていない。

## 利用状況
近年の1日平均乗車人員の推移は以下の通り。
| 年度               | 1日平均 乗車人員 |
| ------------------ | ---------------- |
| 2001年（平成13年） |                  |
| 2002年（平成14年） |                  |
| 2003年（平成15年） |                  |
| 2004年（平成16年） |                  |
| 2005年（平成17年） |                  |
| 2006年（平成18年） |                  |
| 2007年（平成19年） |                  |
| 2008年（平成20年） |                  |
| 2009年（平成21年） |                  |
| 2010年（平成22年） | 477              |
| 2011年（平成23年） |                  |
| 2012年（平成24年） |                  |
| 2013年（平成25年） |                  |
| 2014年（平成26年） |                  |
| 2015年（平成27年） |                  |
| 2016年（平成28年） |                  |
| 2017年（平成29年） |                  |
| 2018年（平成30年） |                  |
| 2019年（令和元年） |                  |

## 駅周辺
- 福山市新市支所
- 新市郵便局
- 広島銀行新市支店
- 中国銀行新市支店
- 福山市立新市小学校
- 芦田川
- 吉備津神社（備後国一宮）
- 本性寺
- 国道486号
- ゆめマート府中

## 隣の駅
西日本旅客鉄道（JR西日本）
 福塩線
上戸手駅 - 新市駅 - 高木駅